# 前轮驱动
前輪驅動是汽車設計中的一種傳動方式或動力分配方式，引擎只驅動車輛前輪。大多數現代的前輪驅動的車輛會使用橫置的引擎佈局，而不是像後輪驅動及四輪驅動那樣通常使用縱置的引擎佈局。

## 引擎佈局
大多數的前輪驅動都基本採用前置引擎的佈局方式，但也有極少部分車型採用後置引擎的佈局方式，總體來說，前輪驅動的引擎佈局方式分為下列常見的三種：
- 橫置式前置引擎/前輪驅動
- 縱置式前置引擎/前輪驅動
- 前中置引擎/前輪驅動

## 歷史

### 1900年前
前輪驅動汽車的實驗，可追溯到1895年至1898年之間，當時Gräf & Stift將一具De Dion-Bouton單缸活塞引擎放置在車輛的前橋來驅動車輛，這可以說是全世界第一輛前輪驅動汽車，但是這輛汽車從來沒有量產過。1898年，法國人Latil設計全世界第一個前輪驅動系統。

### 1900年-1920年
1904年，美國人J. Walter Christie建造一款自行設計的前輪驅動汽車的原型車，並為其申請專利，他還用這種汽車參加很多賽車活動，包括1906年的范德比爾杯及1912年的法國大獎賽。1912年後，J. Walter Christie開始建立生產線量產這種前輪驅動的汽車，但由於後來產品缺乏銷售而導致該產線停產。

### 1920年-1930年

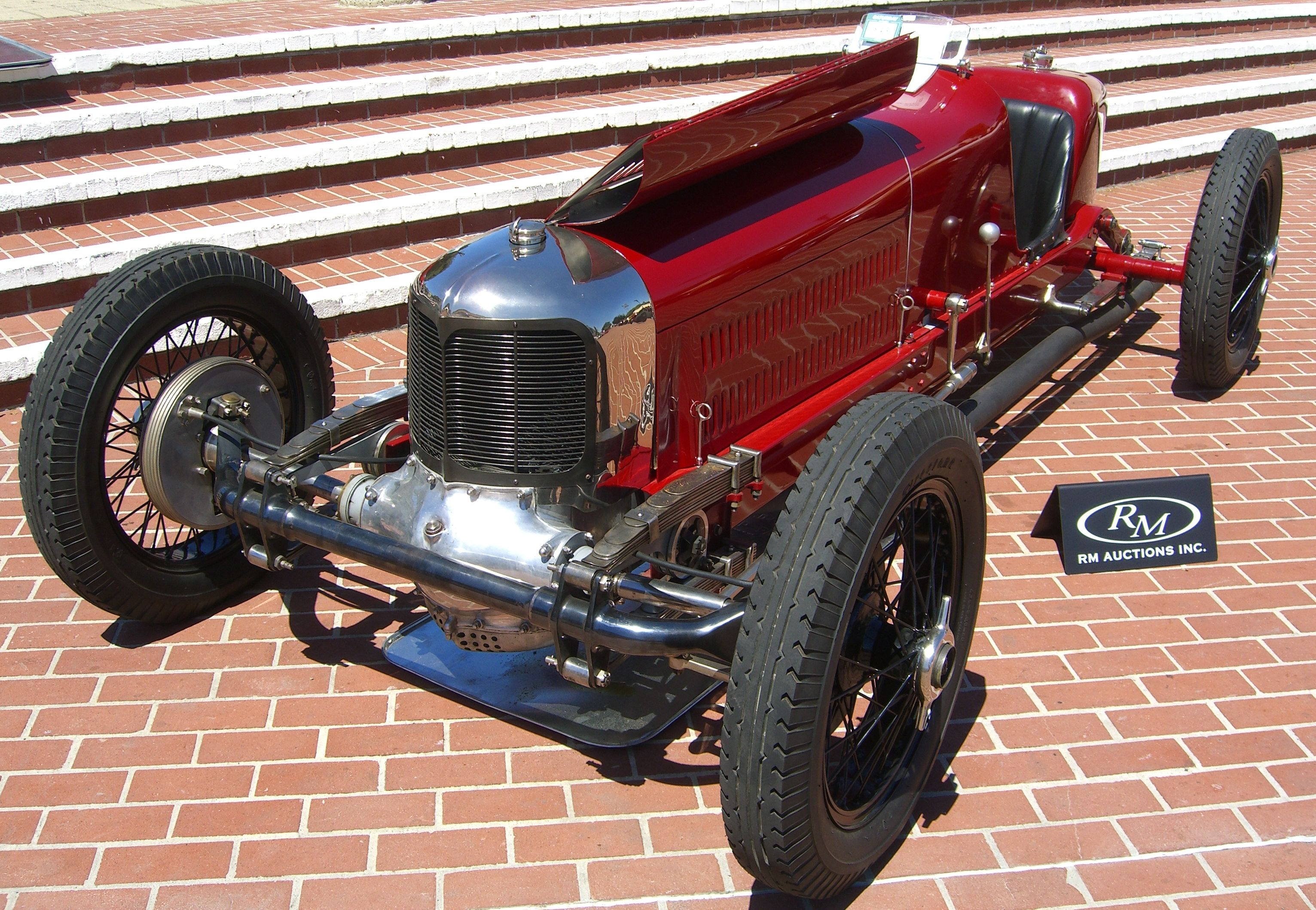
參加1925年印地500大賽的Alvis前輪驅動賽車。

二十世紀二十年代初期，英國人佐治·托馬斯·史密斯-克拉克和威廉·M·邓恩為阿爾維斯〔Alvis〕汽車設計一款前輪驅動的Alvis 12/50機械增壓引擎賽車，這輛汽車還參加1925年3月28日的Kop爬山賽及1925年的印地500大賽，Alvis汽車在1928年將此車量產，但是仍然不受市場歡迎，並且由於缺乏銷售而失敗告終。

### 1930年-1945年

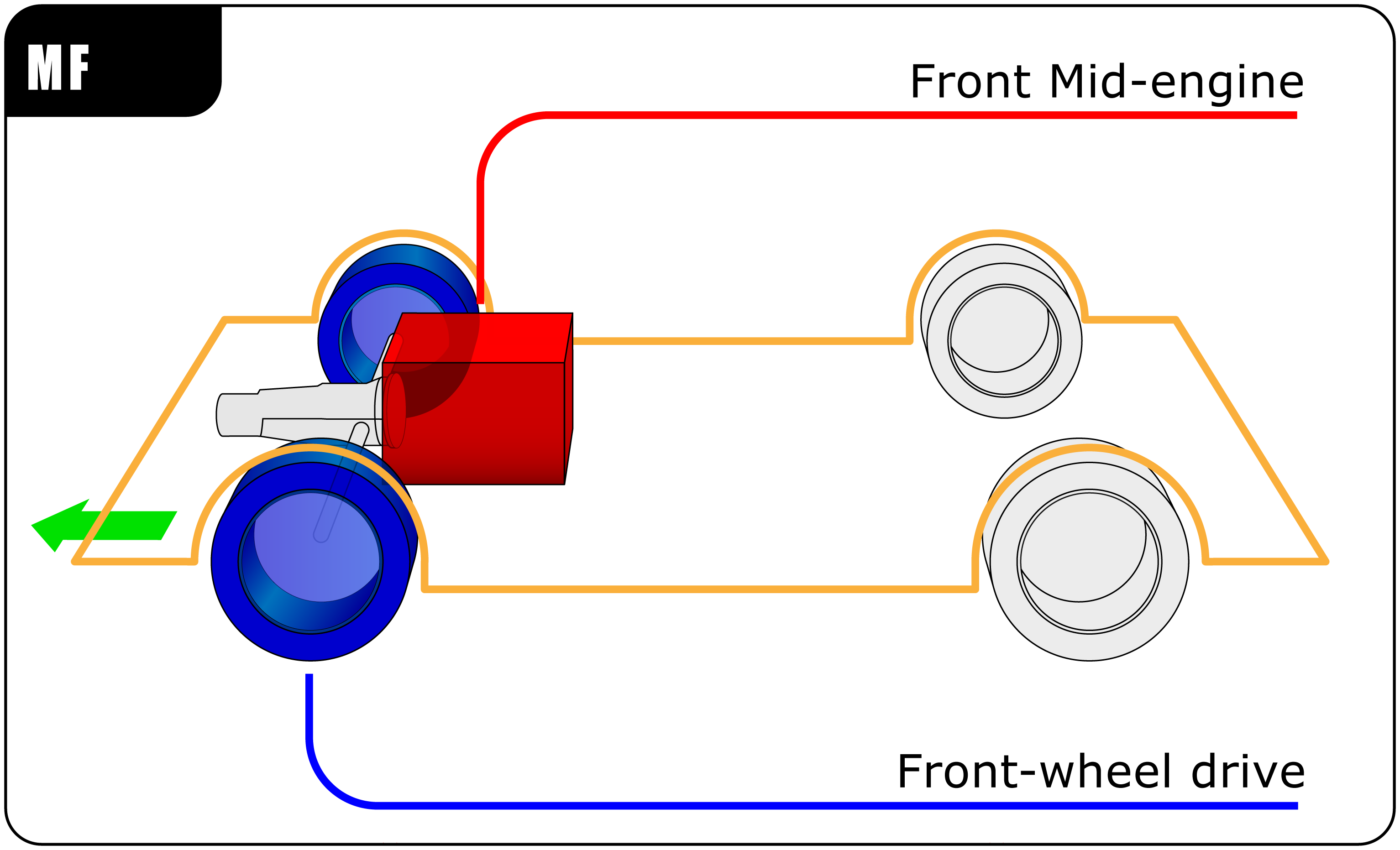
前中置引擎/前輪驅動，變速器位於前輪驅動橋上，而引擎則被放置在變速器之後。

第一個在市場獲得良好銷售成績的前輪驅動汽車出現在1929年，英國的BSA公司生產一種前輪驅動的三輪汽車，並量產銷售直至1936年左右，在此期間其他國家及地域也湧現出一批較為成功的前輪驅動车，包括1931年德國產DKW F1，1934年法國雪鐵龍的Traction Avant。這些車都採用前中置引擎/前輪驅動的布局，即變速箱位于發動機的前方，這種設計提供車輛更好的轉向性能並且擁有更好的前後重量比。

### 1945年-1960年
1948年，法國的雪鐵龍汽車開始使用將風冷式鋁合金缸體的水平對置式兩缸引擎裝置在汽車的前橋之前，並使用Hookes型萬向球頭作為驅動軸的接頭的設計方式，其中包括雪鐵龍2CV及雪鐵龍DS。在此期間，法國的潘哈德（Panhard），德國的DKW公司及瑞典的薩博汽車也開始大量生產前輪驅動的汽車，其中包括著名的紳寶9-2
1946年，英國的Lloyd汽車公司便開始量產其前輪驅動的雙門敞篷車 - Lloyd 650，這輛汽車使用一具雙衝程兩缸引擎，並佈置在前橋，並使用一具4前速的同步變速器驅動前輪，高昂的售價注定這輛汽車在量產的四年裡只售出600輛。
1954年，意大利車廠愛快羅密歐開始進行在緊湊車型中使用橫置式前置引擎/前輪驅動的引擎佈局方式，這種佈局方式為現代汽車中最為常見的引擎佈局方式，然後由於意大利戰後經濟十分困難，這輛試驗車型從來沒有被量產過。
1955年，日本鈴木公司採用橫置式前置引擎/前輪驅動的引擎佈局設計出鈴木Suzulight，這是日本生產出的第一輛採用橫置式前置引擎佈局的前輪驅動汽車。
1959年，迷你汽車由不列顛汽車公司設計，並採用橫置式前置引擎/前輪驅動的設計來應對當時的石油危機，實際上自1956年的第二次中東戰爭後，由於戰爭導致石油危機，橫置式前置前驅的設計開始風靡全球車壇。

### 1960年-1975年

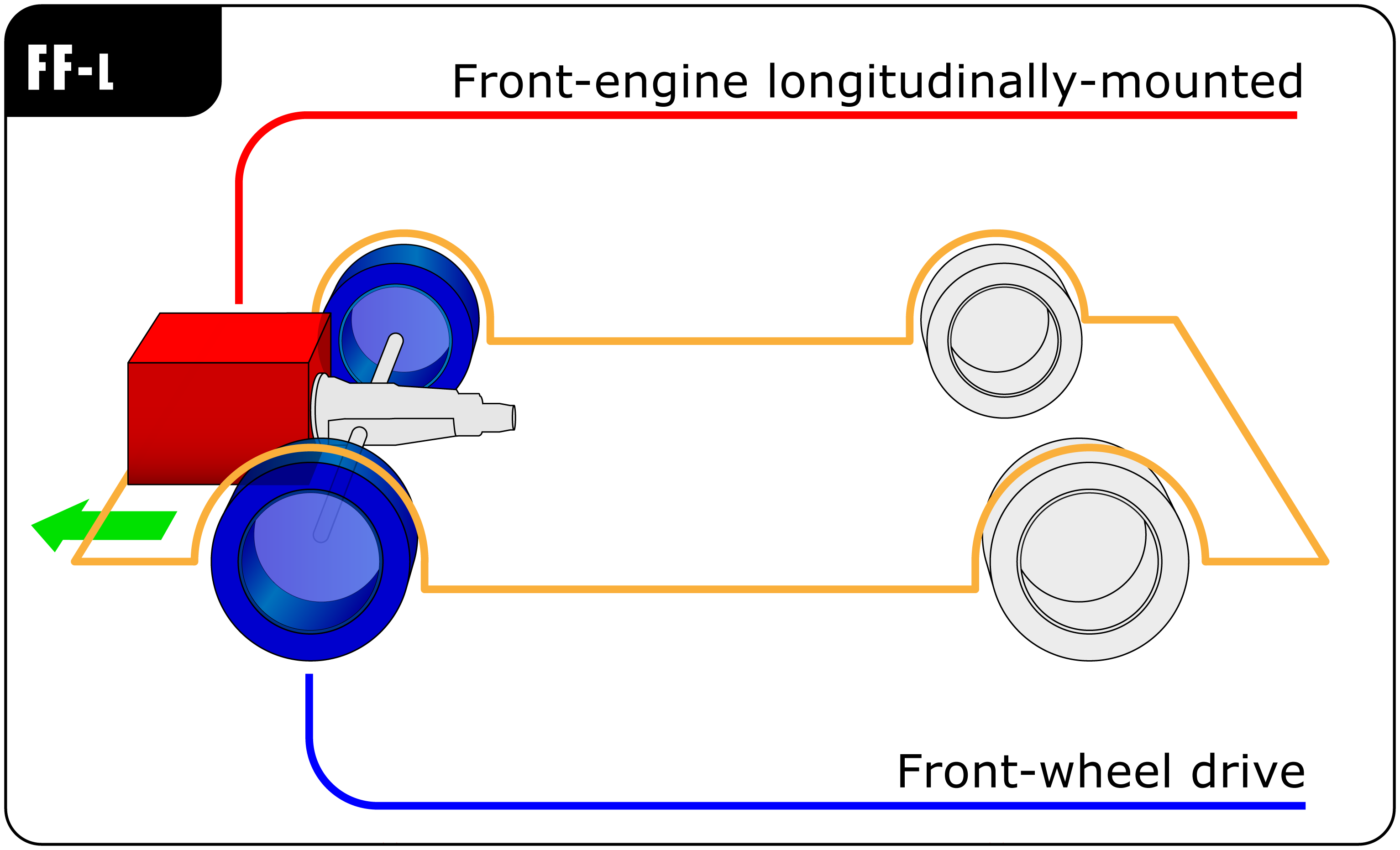
奧迪 和速霸陸使用的縱置式前置引擎/前輪驅動佈局，引擎被置於前橋驅動軸及變速器之前。

橫置式前置引擎/前輪驅動的設計是隨著不列顛汽車公司推出的迷你開始普及的，這種設計將變速器置於引擎底部，引擎及變速器均位於前橋驅動軸上，這種設計方式一直沿用至今，並且大部分現代的前輪驅動汽車均在使用這種設計或這種設計的變種方案。
1965年英國標準汽車公司生产的Triumph 1300汽車採用縱置式前置引擎/前輪驅動的引擎佈局，德國汽車廠商奧迪與二十世紀七十年代開始趨於採用這種佈局方式。日本車廠速霸陸也從1966年生產的速霸陸1000開始採用這種引擎佈局方式，這種佈局方式可以更容易的兼容並升級四驅系統，但引擎縱置會使得引擎必須置於發動機前橋驅動軸之前，這樣變速器才可以有空間置於前橋驅動軸上，這種佈局方式導致車輛的前後重量比很難達到50/50。

### 1975年-1990年

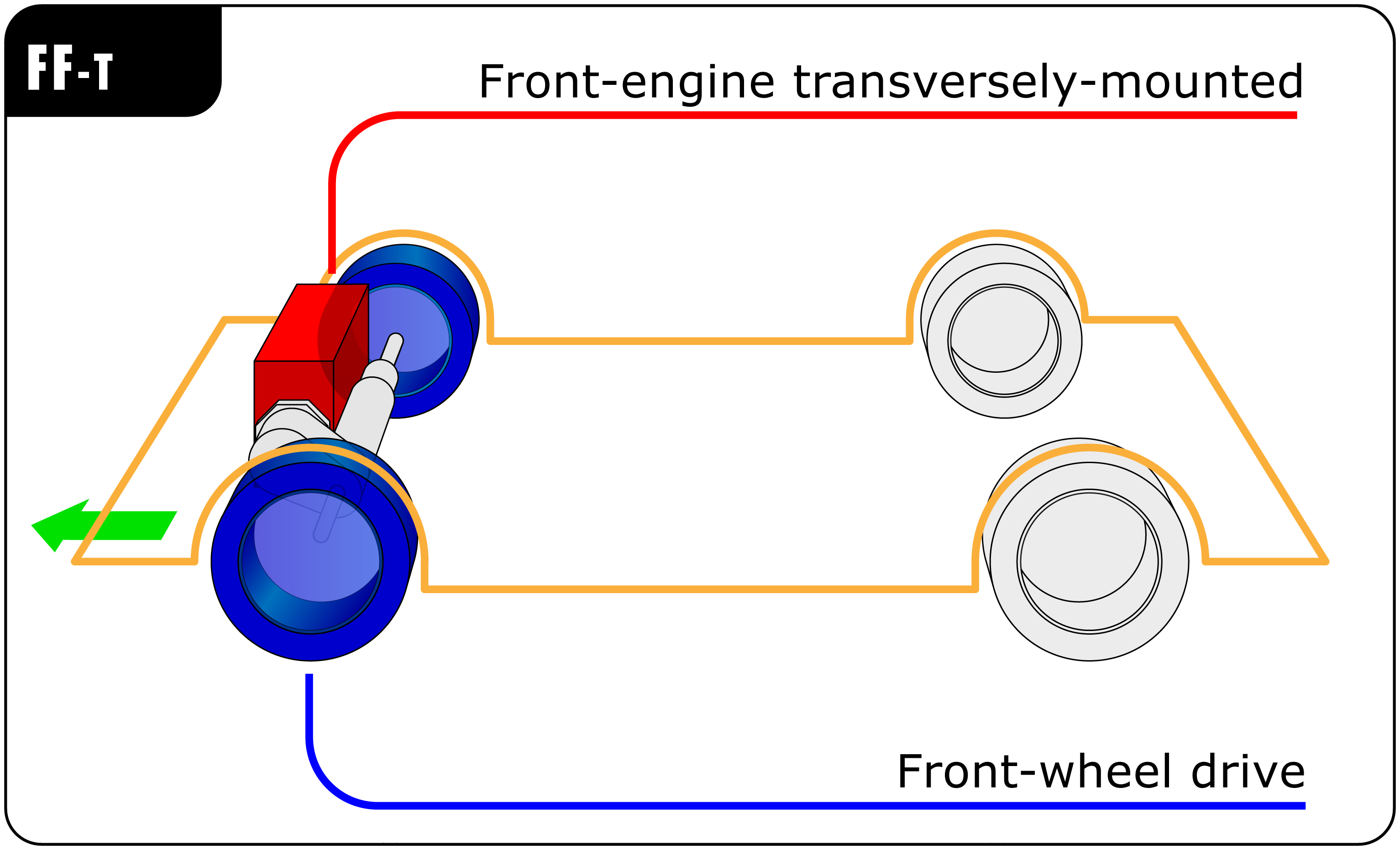
橫置式前置引擎/前輪驅動是現今前輪驅動汽車中最為常見的引擎佈局方式。

二十世紀七十年代末期，由於各國汽車市場對燃油經濟性要求的提升，前輪驅動的經濟型轎車開始在全世界盛行，福斯汽車與1974年推向美國市場的福斯Golf，本田汽車與1973年推向美國市場的本田Civic以及1976年進軍美國市場的本田Accord均是前置前驅的經濟型家用汽車，並開始風靡美國市場，這個傳統的美國汽車市場敲響警鐘。當時美國汽車行業的“三巨頭”，只有克萊斯勒有量產的前輪驅動汽車，因此為了搶回美國本土及歐洲汽車市場的份額，福特汽車也於1976年推出福特Fiesta，這是福特汽車推向歐洲市場的首款前輪驅動車型。隨後，採用前輪驅動的車型如雨後春筍般，1982年發布的日產Sentra，1983年發布的豐田Corolla，1982年發布的雪佛蘭Celebrity、豐田Camry，1983年發布的道奇600，1985年發布的日產Maxima，1986年發布的本田Legend以及福特Taurus使得前輪驅動車型成為中型家用房車的標準。
二十世紀八十年代，日本的大部分汽車公司所發布的車型都使用前輪驅動的傳動方式代替以往的後輪驅動，至二十世紀九十年代，美國的汽車公司也只發布為數不多的後輪驅動車型。

### 1990年-今
現今的絕大多數前輪驅動車型都是使用橫置式前置引擎/前輪驅動的設計，不过進入二十一世紀後，一些美国汽車公司在大排氣量的轿车上又回到后轮驱动的设计。
德国的高档车制造商，如梅塞德斯-賓士和BMW等，则一直坚持采用后轮驱动的設計，但在90年代中期後也開始推出前輪驅動的小型車。

## 優點
- 成本：由於省卻通往後橋驅動輪的傳動軸，以及減少一些零部件，在成本上比較有優勢。
- 车内空间：由于动力系统都位于汽车前部的引擎室中，省去通往後輪驅動輪和後橋差速器，不会占用駕駛艙底部的空间，因此增大車身内部的容積。
- 動能損耗：由於發動機、變速器及驅動軸都位於汽車前部，與後輪驅動的動力系统相比，引擎跟驅動系統更為接近，因此動能損耗也較小。
- 重量和燃油經濟性：由於零部件的減少，重量也随之减輕，必然擁有更好的燃油經濟性。
- 組装：由於動力系统集中，往往可以组装成一個整體後再安裝到汽车上，這樣提高安裝的效率。
- 操控性能：雖然轉向不足比後輪驅動車大，在彎道中不如後輪驅動車靈活，但前輪驅動車比較不會出現甩尾，對多數駕駛者較為安全，許多後輪驅動轎車也會將懸吊系統調整成偏轉向不足，以配合多數駕駛人。

## 缺點
- 加速性能：汽車急加速时，整車重心往後移，增加後輪的下壓力，後輪會獲得額外的抓地力，而有引擎驅動的前輪抓地力卻未增加，會損失一些加速性能。
- 重心：由於引擎及傳動系統均位於車輛前部，導致車輛的重心靠前，很難達到50/50這樣均衡的前後配重比。
- 操控性能：前輪驅動的車型，前輪既要負責驅動，也要負責轉向，加之車頭部位較車尾要重得多，容易導致轉向不足而影響可操控性。
- 转弯半径：由于前轮兼有转向和驱动的功能，轮胎转向的角度可能因此受到限制。通常后轮驱动的车辆可以有更小的转弯半径。
- 零部件磨損：由於前輪既要負責驅動，也要負責轉向，因此前軸輪胎的磨損會比較快，恆速接頭的磨損也會較大。
- 性能局限性：由於动力系统都位于汽车前部的引擎室中，引擎室的空間留給引擎的部分相對更為局限，即便可以放下體積更大的引擎或者缸數更多的引擎，由於前輪需要兼顧驅動和轉向，也無法兼容太大的動力。

## 外部鏈接
- 前輪驅動和後輪驅動的區别 （页面存档备份，存于）